# 夜霧よ今夜も有難う
『夜霧よ今夜も有難う』（よぎりよこんやもありがとう）は1967年3月11日に公開された石原裕次郎・浅丘ルリ子主演の日本映画。

## 概要
アメリカ映画の『カサブランカ』（1942年、ハンフリー・ボガート、イングリッド・バーグマン主演）を翻案して、裕次郎と浅丘の主演により映画化した。
本作が『カサブランカ』を模倣して製作されたことを知らないでいた浅丘は、本作の公開も終了した頃、偶然『カサブランカ』を鑑賞し、そのラストシーンが本作と全くと言っていいほど同じであることに驚愕したといい、「もしカサブランカからの模倣で製作されることを知っていれば、自分にはとてもイングリッド・バーグマンの様な演技は出来ないので、出演しなかった。」と後に語っている。
裕次郎が歌う同名の主題歌「夜霧よ今夜も有難う」は、本来、前年の1966年に裕次郎が浜口庫之助に依頼し、浜口が過去の裕次郎映画でのヒーロー像をイメージしながら作詞作曲した曲であった（発売は1967年2月、テイチクレコードから）が、映画はこの曲を元にタイミングを合わせて新たに企画されたものである。主題歌もヒットし、裕次郎の代表的なレパートリーとして後年まで歌われている。

## あらすじ
船乗りの相良徹は船内電話で恋人の北沢秋子にプロポーズし、神戸の教会で式を挙げるため待ち合わせる。だが秋子は交通事故に遭い、行方不明になってしまう。4年後、相良は横浜でマスターとしてナイトクラブを経営しながら密航をあっせんする「逃がし屋」になっていた。ある夜、店に秋子がグエンという男の妻となってあらわれる。グエンはシンガポール経由で祖国への密航を依頼するが、相良は断る。秋子はテロリストに狙われるグエンが祖国に帰れるよう相良に協力を求めるが、相良は秋子の裏切りが許せなかった。
港南組はグエンに20万円の賞金をかけ探し回っていた。港南組は相良を呼びつけ、口を割らせようとするが、相良は組員たちを殴り倒して逃走。ホテルに隠れていたグエンと秋子を連れて教会に逃げ込む。グエンは4年前秋子を車ではね、立場上病院に連れていけなかったこと、秋子は医者の治療は受けたものの子どもが産めない体になったことを打ち明ける。子だくさんを望んでいた相良の願いを叶えられない体になった秋子は、消息を絶ち、グエンと結婚していたのだった。
相良は秋子とグエンを自分の店に匿い、密航できる船を探す。シンガポール行きの船で急病人が出て横浜港に立ち寄ることになった。相良は夜の港へ二人を送り届ける。相良はあとを追ってきた港南組との激しい闘いを征し、二人を守る。秋子とグエンはボートで船に向かう。相良は秋子に送るはずだった真珠の指輪を海に捨て、港をあとにする。

## キャスト
- 相良徹：石原裕次郎
- 北沢秋子：浅丘ルリ子
- グエン：二谷英明
- ヒロミ：太田雅子
- 和枝：伊藤るり子
- 宮武刑事：佐野浅夫
- 佐伯：二本柳寛
- 仙吉：高品格
- チャン：鈴木瑞穂
- 大崎：深江章喜
- 鬼頭：内田稔
- ビル：郷鍈治
- 関口：杉山俊夫
- 牛島：弘松三郎
- 若松：長弘
- タクシー運転手：柳瀬志郎
- 西：榎木兵衛
- 伊吹：久遠利三
- 医者：八代康二
- 港南会組員：田畑善彦、岩手征四郎
- 振付師：松丘英典
- 港南会組員：中平哲仟、石火矢哲郎（村井健二）、根本義幸
- 美女：松田摩耶
- 浅井：小坂照男
- リングアナウンサー：坂井忠康
- 水夫長ヘンリー：ルイジ・フィダンザー
- アーサー：フランツ・グルーベル
- ボクシング指導：山口養治
- 振付：天宮輝
- 技斗：渡井嘉久雄
- コンガを叩く男：浜口庫之助

## スタッフ
- 企画：高木雅行
- 監督：江崎実生
- 脚本：野上竜雄、石森史郎、江崎実生
- 撮影：横山実
- 音楽：伊部晴美
- 美術：坂口武玄
- 録音：沼倉範夫
- 編集：鈴木晄
- 照明：藤林甲
- スチール：井本俊康
- 助監督：曽我仁彦
- 主題歌：「夜霧よ今夜も有難う」
  - 唄：石原裕次郎
  - 作詞・作曲：浜口庫之助
- 挿入歌：「こぼれ花」
  - 唄：石原裕次郎

## 楽曲
『夜霧よ今夜も有難う』は1967年に石原裕次郎のシングル曲、また前述映画の主題歌としてテイチクから発売された。後に舟木一夫、ちあきなおみ、島津ゆたからがカバーしている。

### 収録曲
- A面「夜霧よ今夜も有難う」作詞・作曲：浜口庫之助
- B面「粋な別れ」作詞・作曲：浜口庫之助

## カバー
- 舟木一夫 - 1970年にアルバム『ひとりぼっち 第5集 舟木一夫と大都会の夜』（LP、ALS-4537）に収録。
- ちあきなおみ - 1988年にアルバム『夜霧よ今夜も有難う ちあきなおみ 石原裕次郎を唄う』（LP）に収録。